# Carlos Fein
CarlosFein Pérez (Buenos Aires, Argentina, 28 de octubre de 1854-Montevideo, Uruguay, 17 de mayo de 1919), fue un magistrado uruguayo, miembro de la primera Alta Corte de Justicia de su país entre 1907 -año de su creación- y 1908. Asimismo, desempeñó cargos diplomáticos, fue directivo de la Asociación Rural del Uruguay y junto a su esposa Adelina Lerena fueron propietarios y ordenaron la construcción de la actual Residencia presidencial de Suárez y Reyes.

## Origen familiar y primeros años
Era hijo de Georg Hermann Fein, alemán, nacido en 1826 en Braunschweig, Niedersachsen, emigrado al Río de la Plata en 1847, y de Micaela Pérez Conde, uruguaya, nacida en 1831 en Montevideo, quienes contrajeron matrimonio en 1853.
Carlos nació el 28 de octubre de 1854, en Buenos Aires, donde se encontraban radicados sus padres y donde figura censado con un año de edad en 1855. Tuvo dos hermanas, Elena y Matilde.
Fue bautizado en Buenos Aires el 20 de enero de 1866.
Una vez radicado en Uruguay, trabajó desde 1874 como funcionario en el Ministerio de Relaciones Exteriores y se graduó como abogado en 1878 en la Facultad de Derecho de Montevideo. 

## Carrera judicial

### Primera etapa (1878-1881)
Poco tiempo después fue nombrado Juez Letrado en San José y, en 1879, pasó a ocupar el cargo de Juez Letrado del Crimen de Segundo Turno en la capital del país.
En el lapso de dos años en el que desempeñó dicho cargo, protagonizó ciertos episodios destacados. 
El Código de Instrucción Criminal, sancionado por Decreto-ley dictado por la dictadura de Lorenzo Latorre el 31 de diciembre de 1878 (luego numerado como 1.423) establecía en su artículo 418 que las cárceles estarían bajo la inmediata dependencia de los jueces y tribunales que conocieran en las causas. 
El 2 de diciembre de 1879, Fein se dirigió al Superior Tribunal de Justicia, conformado por los seis integrantes reunidos de los dos Tribunales de Apelaciones existentes, que funcionaba como máximo órgano del Poder Judicial en tanto no se encontraba aun creada la Alta Corte de Justicia, reclamando el cumplimiento de dicha norma legal. Así lo solicitó el Tribunal y lo aceptó el ministro de Gobierno del -ya entonces presidente constitucional- Latorre, por lo que el 17 de diciembre Fein se constituyó en la cárcel del crimen, acompañado del Jefe Político de Montevideo, y tomó posesión de la cárcel, comunicando ese mismo día al Director de la misma una serie de reglas sobre el modo como debía funcionar ésta y el tratamiento a dar a los presos (prohibiendo, por ejemplo, que se los obligara a afeitarse).
Entre febrero y marzo de 1880, Fein denunció ante el Superior Tribunal de Justicia la extracción de presos de la cárcel al Batallón 5 de Cazadores. Tales denuncias se hicieron públicas a iniciativa del Superior Tribunal de Justicia. Por otro lado, por la misma época, Fein dispuso la prisión de un comandante policial de Trinidad. 
A raíz de todo ello, en mayo de 1881 Fein protagonizó un sonado incidente con Máximo Santos, por entonces ministro de Guerra e interino de Gobierno, y ya hombre fuerte de la Presidencia de Francisco Antonino Vidal. Según la versión de Fein, fue convocado a presentarse en el despacho de Santos para hablar con el mismo, y una vez allí, el ministro lo increpó en forma agresiva e insultante respecto de las denuncias formuladas y la orden de prisión librada por el juez, llamándolo canalla, tomándolo de los hombros y amenazándolo. 
Fein planteó el tema al Superior Tribunal de Justicia, el que lo derivó al Parlamento. La Cámara de Representantes, luego de oídas las explicaciones de Santos, quien negó haber agredido verbalmente a Fein, resolvió dar por concluido el incidente.
Santos, por otra parte, presentó renuncia a su cargo, la que no fue aceptada por Vidal, y acto seguido retó a duelo a Fein. Este aceptó, pero poniendo como condición que el mismo se celebrara en Buenos Aires, por entender que en Uruguay carecía de las seguridades personales necesarias, condición que no fue aceptada por los padrinos de Santos. 
Finalmente, el domicilio de Fein fue asaltado por agentes al servicio del ya hombre fuerte del país, debiendo el magistrado refugiarse en una legación extranjera y a continuación abandonar su cargo y el país.

### Segunda etapa (1887-1908)
Regresó a Uruguay en 1882, estableciéndose en Mercedes, donde ejerció la abogacía. En 1887 -ya terminado el régimen de Santos- retornó a Montevideo y a la magistratura al ser designado Fiscal de lo Civil, cargo que ejerció durante siete años.
El 29 de enero de 1894 la Asamblea General lo designó ministro del Tribunal de Apelaciones de Primer Turno, en reemplazo del renunciante José María Vilaza; y por consiguiente, miembro del Superior Tribunal de Justicia.
Se desempeñó como integrante de dichos tribunales por espacio de trece años. Entre otros casos relevantes de ese período, intervino en el proceso seguido contra Avelino Arredondo por el homicidio del presidente Juan Idiarte Borda. Jorge Luis Borges, que escribió un cuento sobre dicho magnicidio, lo menciona por su nombre en el epílogo a El libro de arena al referirse a su sentencia condenando a Arredondo a un mes de reclusión celular y cinco años de cárcel.
El 28 de octubre de 1907 se sancionó finalmente la ley (más tarde numerada como 3.246), que creó la Alta Corte de Justicia.
El 9 de diciembre de 1907 Fein fue uno de los cinco magistrados electos por la Asamblea General para integrar la Alta Corte fundacional, recibiendo 62 votos. Los restantes nombrados fueron Domingo González, Luis Piera, Benito Cuñarro y Ezequiel Garzón. La Corte quedó efectivamente instalada el día 19 de diciembre, al jurar el cargo los ministros designados.
Si bien la ley aprobada preveía en su artículo 36 que los miembros de la Alta Corte y todos los magistrados del Poder Judicial en general cesarían en su cargo al cumplir 70 años de edad, dicho artículo establecía a continuación que "En la constitución de la primera Alta Corte de Justicia no regirá lo dispuesto en el inciso anterior". Tampoco se establecía un período de duración máxima en el cargo para los miembros de la Alta Corte, por lo que el mandato de Fein y los demás integrantes de la Alta Corte inaugural era virtualmente vitalicio.
Sin embargo, Fein permaneció solo siete meses y medio en el cargo, optando por jubilarse en agosto de 1908, junto con Domingo González. Fueron sustituidos por Luis Romeu Burgues y Julio Bastos.

## Actividades gremial y diplomática
Fein se dedicó también a la actividad agropecuaria; fue miembro, directivo y presidente de la Asociación Rural del Uruguay entre 1898 y 1901.
Ya retirado de la función judicial, el 10 de febrero de 1909 Fein fue designado enviado extraordinario y ministro plenipotenciario (embajador) del Uruguay en Bélgica por el gobierno de Claudio Williman.
En esa calidad, estuvo a cargo del pabellón de Uruguay en la Exposición Universal de Bruselas (1910). Por recomendación del escritor argentino Roberto Payró, contrató a Joaquín Torres García para realizar dos paneles para dicho pabellón.
El 28 de enero de 1910, fue trasladado al mismo cargo de enviado extraordinario y ministro plenipotenciario (embajador) en la Legación en Alemania y Rusia donde permaneció hasta 1911. En este último cargo, y acorde a sus antecedentes en la actividad agropecuaria, le cupo participación en los contactos para la contratación por el gobierno uruguayo del científico alemán Alberto Boerger para realizar trabajos de mejoramiento genético.

## Vida personal. Últimos años. La Residencia de Suárez
Fein contrajo matrimonio en 1879 con Adelina Lerena, con quien procreó a sus hijos Carlos Gustavo (1881), Alfredo (1886) y Jorge Germán (1898).
Su esposa, en el año 1907, adquirió en un remate un predio en el barrio Prado, en Camino Suárez número 310, en el que el matrimonio hizo construir una casa de tres pisos por el arquitecto Juan María Aubriot, en 1908. 
Carlos Fein residió sus últimos años y falleció el 17 de mayo de 1919, precisamente en dicha residencia de Camino Suárez número 310.
Posteriormente a su muerte, dicha residencia salió del patrimonio familiar y pasó por otros distintos propietarios hasta que fue adquirida por la Intendencia de Montevideo y posteriormente se convirtió en residencia oficial del Presidente de Uruguay en 1947, función que cumple hasta hoy.